# Live at Northern Lights Recording Studio
Northern Lights Recording Studio è la registrazione di un concerto tenuto da Tommy Bolin e la sua band per la radio WBCN nel settembre del 1976 nello studio di Northern Lights a Maynard, nel Massachusetts.
Sebbene la qualità audio non sia assolutamente buona, il disco presenta una band che suona eccezionalmente in tutti i brani.
Nella tracklist si possono riconoscere subito i cavalli da battaglia, come Teaser, Shake The Devil, o Poast Toastee, in cui la jam prosegue fino a far durare la canzone ben 13 minuti.

## Tracce
1. Teaser (Bolin/Cook) - 5:54
2. People People (Bolin) - 7:56
3. You Told Me That You Loved Me (Bolin) - 5:13
4. Wild Dogs (Tesar/Bolin) - 10:17
5. Shake The Devil (Cook) - 4:36
6. Poast Toastee (Bolin) - 13:36
7. Homeward Strut (Bolin) - 10:09

## Musicisti
- Tommy Bolin - chitarra, voce
- Johnny Bolin - batteria
- Norma Jean Bell - sassofono, voce
- Jimmy Haslip - basso
- Mark Stein  - tastiere
- Archie Shelby - percussioni